# Paradendryphiopsis laxa
Paradendryphiopsis laxa är en svampart som först beskrevs av H.J. Huds., och fick sitt nu gällande namn av S. Hughes 1979. Paradendryphiopsis laxa ingår i släktet Paradendryphiopsis, divisionen sporsäcksvampar och riket svampar.   Inga underarter finns listade i Catalogue of Life.